# یوهان فریر
یوهان فریر (انگلیسی: Johan Ferrier؛ ۱۲ مهٔ ۱۹۱۰ – ۴ ژانویهٔ ۲۰۱۰) یک سیاست‌مدار و آموزگار اهل سورینام بود. یوهان فریر در ۴ ژانویه ۲۰۱۰ چهار ماه پیش از تولد ۱۰۰ سالگی‌اش درگذشت.